# Zjabinkaŭski Rajon
Zjabinkaŭski Rajon (vitryska: Жабінкаўскі Раён, ryska: Жабинковский район) är ett distrikt i Belarus.   Det ligger i voblasten Brests voblast, i den västra delen av landet, 300 km sydväst om huvudstaden Minsk.